# Novosilkî, Volodîmîreț
Novosilkî (în ucraineană Новосілки) este un sat în comuna Bile din raionul Volodîmîreț, regiunea Rivne, Ucraina.

## Demografie
Componența lingvistică a localității Novosilkî
     Ucraineană (100%)
Conform recensământului din 2001, toată populația localității Novosilkî era vorbitoare de ucraineană (100%).